# Tarsius pelengensis
Tarsius pelengensis (лат.) — вид приматов семейства долгопятовые.

## Описание
Ночное животное с большими глазами и ушами и очень подвижной шеей. Зубная формула 2:1:3:31:1:3:3. Третий нижний моляр укорочен, верхние клыки также относительно короткие. На каждой из нижний конечностей удлинённый коготь, используемый для груминга. Окрас имеет более выраженный, чем у родственных Tarsius spectrum и Tarsius sangirensis, красноватый оттенок.

## Распространение
Встречается на острове Пеленг, расположенному к востоку от Сулавеси. Существуют незадокументированные свидетельства присутствия этих приматов на близлежащих островах. В дикой природе этот примат не наблюдался. Плотность популяции оценивается в от 156 особей на км2 до 270 особей на км2.

## Статус популяции
В 2008 году Международный союз охраны природы присвоил этому виду охранный статус «В опасности» (англ. Endangered), поскольку вся популяция обитает только на острове Пеленг, при этом ареал фрагментирован и считается, что численность популяции снижается. Площадь ареала на 2008 год составляла менее 5000 км².